# Ognuno muore solo
Ognuno muore solo (in tedesco: Jeder stirbt für sich allein) è uno dei primi libri sulla resistenza anti-nazista mai pubblicati.
Fu pubblicato nel 1947 da Hans Fallada, autore e scrittore tedesco ed è tratto dalla storia vera del processo ai due coniugi berlinesi Otto ed Elise Hampel che da soli hanno cominciato una ribellione anti-nazista pubblicando delle cartoline contro Hitler e il Terzo Reich.